# Nebbi (district)
Nebbi is een district in het noorden van Oeganda. Nebbi telde in 2014 238.959 inwoners en in 2020 naar schatting 282.600 inwoners op een oppervlakte van 994 km². Het ligt op de westelijke flank van de Riftvallei. Het grenst in het zuiden aan Congo-Kinshasa.
Het oorspronkelijke district was 3288 km² groot voor het werd opgesplitst en de districten Pakwach (in het oosten) en Zombo (in het westen) werden opgericht. Het district telt 439 dorpen en is verdeeld in tien subdivisies:
- Landelijke sub-counties:
  - Akworo
  - Nyaravur
  - Kucwiny
  - Ndhew
  - Atego
  - Nebbi
  - Erussi
  - Parombo
- Parombo Town Council
- Nebbi Municipal Council

Meer dan 90% van de bevolking is actief in de landbouw.
Bijna 80% van de bevolking is rooms-katholiek en 15% is lid van de Anglicaanse Kerk van Oeganda.

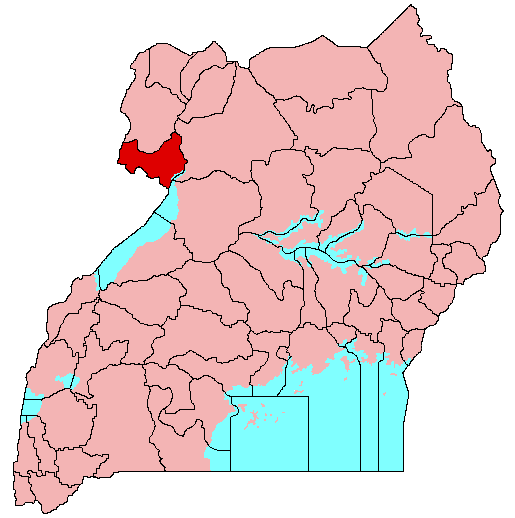
Het district voor het werd opgesplitst